# Dorcopsini
Dorcopsini – plemię ssaków z podrodziny kangurów (Macropodinae) w obrębie rodziny kangurowatych (Macropodidae). 

## Zasięg geograficzny
Plemię obejmuje gatunki występujące na Nowej Gwinei.

## Systematyka
Do plemienia należą następujące występujące rodzaje:
- Dorcopsis Schlegel & S. Müller, 1845 – kangurowiec
- Dorcopsulus Matschie, 1916 – kangurnik